# São Paulo (stan)
São Paulo (wymowaⓘ [sɐ̃w ˈpawlu]) – jest jednym z 26 stanów Brazylii, położonym w południowo-wschodniej części kraju. Od północy graniczy ze stanami Rio de Janeiro i Minas Gerais, od południa ze stanem Paraná, od zachodu ze stanem Mato Grosso do Sul, wschodnią granicę stanowi Ocean Atlantycki. Mieszkańcy stanu nazywani są paulistas.
São Paulo ma największą liczbę mieszkańców oraz najlepiej rozwinięte przemysł i gospodarkę w kraju. Jest najbogatszym stanem Brazylii.
Stan ma największe w Brazylii PKB, które stanowi 33,9% PKB krajowego. Ponadto ma trzeci pod względem wysokości wskaźnik rozwoju społecznego, drugie pod względem wysokości PKB na mieszkańca, drugi najniższy współczynnik umieralności niemowląt i czwarty najniższy odsetek analfabetów spośród wszystkich stanów Brazylii.
Według spisu ludności z 2013 roku stan São Paulo, liczący 645 miast (municípios), zamieszkuje 43 663 669 osób. Najludniejszym miastem jest stołeczne São Paulo (11,8 mln mieszkańców), a najmniejszym - Borá (805 osób).

## Miasta
Największe miasta w stanie São Paulo według liczby mieszkańców (stan na 2013 rok):
| L.p. | Miasto                | Liczba ludności |
| ---- | --------------------- | --------------- |
| 1.   | São Paulo             | 11 821 873      |
| 2.   | Guarulhos             | 1 299 249       |
| 3.   | Campinas              | 1 144 862       |
| 4.   | São Bernardo do Campo | 805 895         |
| 5.   | Santo André           | 704 942         |
| 6.   | Osasco                | 691 652         |
| 7.   | São José dos Campos   | 673 255         |
| 8.   | Ribeirão Preto        | 649 556         |
| 9.   | Sorocaba              | 629 231         |
| 10.  | Mauá                  | 444 136         |
| 11.  | São José do Rio Preto | 434 039         |
| 12.  | Santos                | 433 153         |
| 13.  | Mogi das Cruzes       | 414 907         |
| 14.  | Diadema               | 406 718         |
| 15.  | Jundiaí               | 393 920         |
| 16.  | Carapicuíba           | 387 788         |
| 17.  | Piracicaba            | 385 287         |
| 18.  | Bauru                 | 362 062         |
| 19.  | São Vicente           | 350 465         |
| 20.  | Itaquaquecetuba       | 344 558         |